# Kraków Dąbie
Kraków Dąbie – dawna stacja kolejowa w Krakowie na linii kolejowej nr 111 tzw. „Kocmyrzówce”. Budynek dawnej stacji istnieje i znajduje się przy ul. Fabrycznej w Krakowie.

## Linki zewnętrzne

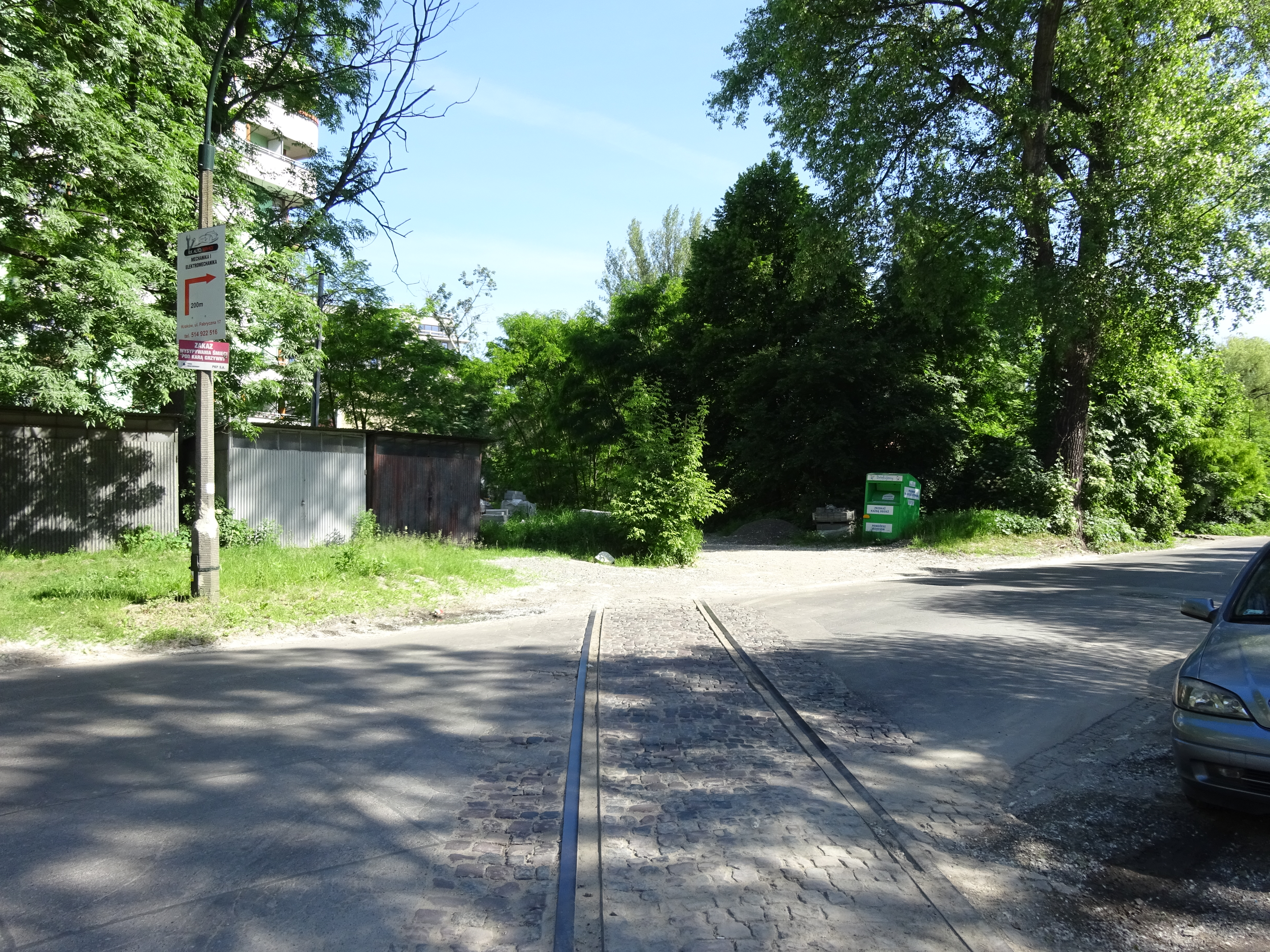
Dawny przejazd kolejowy przez ul. Fabryczną i stacja Kraków Dąbie